# Bogdan Rath
Pour les articles homonymes, voir Rath.
Bogdan Rath (né le 28 juin 1972 à Bucarest) est un joueur de water-polo roumain, naturalisé italien en 1999 après son mariage avec Francesca Conti.De 1991 à 1999, il est sélectionné 250 fois dans l'équipe de Roumanie, puis de 2001 à 2005, 110 fois en équipe d'Italie. C'est un attaquant de l'Ortigia Syracuse.